# ماركوس فينيسيوس دا كوستا سواريس
ماركوس فينيسيوس دا كوستا سواريس هو لاعب كرة قدم برازيلي في مركز الهجوم، ولد في 28 يوليو 1991 في باورو في البرازيل. لعب مع أسوسياو أتليتيكا إنترناسيونال ‏.

## وصلات خارجية
- ماركوس فينيسيوس دا كوستا سواريس على موقع Soccerway.com (الإنجليزية)